# Misumenoides chlorophilus
Misumenoides chlorophilus là một loài nhện trong họ Thomisidae.
Loài này thuộc chi Misumenoides. Misumenoides chlorophilus được miêu tả năm 1881 bởi Holmberg.